# Pavel Kruglov
Pavel Kruglov (em russo:  Павел Круглов) nasceu em Moscou, Rússia, em 17 de setembro de 1985. É jogador de vôlei russo que atua pela seleção nacional e pelo clube Dinamo Moskva.
Pavel tem 2,05 metros de altura. Nos fundamentos de bloqueio e ataque, ele alcança 3,51 e 3,42 metros, respectivamente. Em 2006 e 2008, conquistou a medalha de bronze na Liga Mundial de Vôlei, e em 2007 foi medalhista de bronze na Copa do Mundo de Vôlei.